# Travis Conlan
Travis Andrew Conlan (St. Clair Shores, 18 dicembre 1975) è un ex cestista e dirigente sportivo statunitense.

## Palmarès
- Campione d'Inghilterra (2000)
- Campione ABA 2000 (2001)
- Campionato belga: 1

Bree: 2004-05